# Bruno Parovel
Bruno Parovel, italijanski veslač, * 6. oktober 1913, Koper, † 1994.
Parovel je za Italijo nastopil v četvercu s krmarjem na Poletnih olimpijskih igrah 1932 v Los Angelesu. Italijanski čoln je tam osvojil srebrno medaljo.